# 19 (szám)
A 19 (tizenkilenc) (római számmal: XIX) a 18 és 20 között található természetes szám.

## A matematikában
A tízes számrendszerbeli 19-es a kettes számrendszerben 10011, a nyolcas számrendszerben 23, a tizenhatos számrendszerben 13 alakban írható fel.
A 19 páratlan szám, prímszám. Kanonikus alakban a 191 szorzattal, normálalakban az 1,9 · 101 szorzattal írható fel. Két osztója van a természetes számok halmazán, ezek növekvő sorrendben: 1 és 19.
A 19 a hetedik Mersenne-prímkitevő. Az ötödik boldog szám és a harmadik boldog prím.
Első típusú köbös prím.
Minden pozitív egész szám felírható 19 vagy kevesebb szám negyedik hatványának összegeként (lásd Waring-probléma).
A 19 középpontos háromszögszám, középpontos hatszögszám és oktaéderszám. Heegner-szám.
A 65 és a 77 valódiosztóösszeg-függvénye.
Szigorúan nem palindrom szám.

## A tudományban
- A periódusos rendszer 19. eleme a kálium.